# Villeurbanne Handball Association
Dernière mise à jour : 2 octobre 2024.
Le Villeurbanne Handball Association est un club français de handball basé à Villeurbanne dans la banlieue de Lyon. Fondé en 1977 sous le nom de Villeurbanne Handball Club, il prend son appellation actuelle en 1994. Le VHA joue dans la salle des Gratte-Ciel, à Villeurbanne.
Présidé par Tony Breysse et entraîné depuis novembre 2022 par Frédéric Bougeant, le club évolue en Proligue (2ème division) pour la Saison 2022/2023.
Après son titre de champion de D2 en 2002, le club est, avec l'ASUL Vaulx-en-Velin pour les filles, au cœur du projet du Grand Lyon Handball pour fédérer 19 clubs de la région Lyonnaise. Le VHA, qui a gardé son identité propre, s'est maintenu deux saisons parmi l'élite puis de nouveau une saison en 2006.
Lors des années suivantes, le club oscille entre la Proligue (D2) et la Nationale 1 (D3) avant d'être contraint de déclarer forfait général en Proligue en octobre 2023 à cause de problèmes économiques. Le club repart en 2024 en Nationale 2 (D4)

## Palmarès
- Championnat de France de deuxième division
  - Champion : 2002
  - Vice-champion : 1993, 1997, 2006

### Parcours détaillé
| Saison    | Division          | Rang |
| --------- | ----------------- | ---- |
| 1982-1983 | Nationale 3 (D4)  | ?e   |
| 1983-1984 | Nationale 2 (D3)  | ?e   |
| 1984-1985 | Nationale 1B (D2) | 18e  |
| 1985-1986 | Nationale 2 (D3)  | ?e   |
| 1986-1987 | Nationale 1B (D2) | ?e   |
| 1987-1988 | Nationale 1B      | 3e   |
| 1988-1989 | Nationale 1A (D1) | 6e   |
| 1989-1990 | Nationale 1A      | 12e  |
| 1990-1991 | Nationale 1B      | ?    |
| 1991-1992 | Nationale 1B      | ?    |
| 1992-1993 | Nationale 1B      | 2e   |
| 1993-1994 | Division 1        | 6e   |

| Saison    | Division   | Rang     |
| --------- | ---------- | -------- |
| 1994-1995 | Division 2 | 6e       |
| 1995-1996 | Division 2 | 4e       |
| 1996-1997 | Division 2 | 2e       |
| 1997-1998 | Division 1 | 14e      |
| 1998-1999 | Division 2 | 6e       |
| 1999-2000 | Division 2 | 12e      |
| 2000-2001 | Division 2 | 10e      |
| 2001-2002 | Division 2 | Champion |
| 2002-2003 | Division 1 | 11e      |
| 2003-2004 | Division 1 | 13e      |
| 2004-2005 | Division 2 | 3e       |
| 2005-2006 | Division 2 | 2e       |
| 2006-2007 | Division 1 | 13e      |
| 2007-2008 | Division 2 | 11e      |
| 2008-2009 | Division 2 | 6e       |

| Saison    | Division         | Rang                       |
| --------- | ---------------- | -------------------------- |
| 2009-2010 | Division 2       | 9e                         |
| 2010-2011 | Division 2       | 13e                        |
| 2011-2012 | Nationale 1      | 2e                         |
| 2012-2013 | Nationale 1      | Champion                   |
| 2013-2014 | Nationale 1      | 3e                         |
| 2014-2015 | Nationale 1      | 7e                         |
| 2015-2016 | Nationale 1      | 9e                         |
| 2016-2017 | Nationale 2      | 1er                        |
| 2017-2018 | Nationale 1      | 6e (Poule d'accession)     |
| 2018-2019 | Nationale 1      | 7e (Poule de relégation 2) |
| 2019-2020 | Nationale 1      | 5e (Poule 4)               |
| 2020-2021 | Nationale 1      | annulée                    |
| 2021-2022 | Division 2       | 14e                        |
| 2022-2023 | Division 2       | 15e (repêché)              |
| 2023-2024 | Division 2       | forfait général            |
| 2024-2025 | Nationale 3 (D5) | en cours                   |

## Personnalités liées au club
Parmi les joueurs ayant évolué au club, on trouve :
- Frédéric Beauregard : de 2003 à 2005
- Sergueï Bebechko : de 2002 à 2004
- Arnaud Bingo : de 2005 à 2007
- Yvan Bonnefond : dans les années 1980
- Attila Borsos : de 2000 à 2002
- Guillaume Joli : de 2002 à 2004
- Philippe Julia : dans les années 1980 (formé au club)
- Tomislav Križanović : de 1993 à 1995
- Philippe Monneron : de 1986 à ?
- Laurent Munier : de 1977 à 1987 (formé au club)
- Christophe Perli : dans les années 1980/90
- Rok Praznik : de 2004 à 2005
- Guillaume Saurina : de 2002 à 2006
- Yérime Sylla : de 1992 à 1994
- Ion Mocanu : de 1993 à 1994
- Sergueï Pogorelov : de février à juin 2003
- Jean-François Villeminot : dans les années 1980

Parmi les entraîneurs et dirigeants du club, on trouve :
- Jean-François Villeminot : entraîneur/dirigeant depuis les années 1990
- Yvan Bonnefond : entraîneur/dirigeant depuis les années 1990
- Thierry Perreux : entraîneur de 2002 à 2007 et de 2008 à 2012
- Semir Zuzo : entraîneur de janvier 2019 à octobre 2022
- Frédéric Bougeant : entraîneur d'octobre 2022 à octobre 2023

## Historique du logo

Logotype jusqu'en 2006
Logo actuel